# Cosmin Seleși
Cosmin Seleși (n. 30 iunie 1977, Zalău, România) este un actor român de film, vedetă de televiziune, fost membru al juriului show-ului de televiziune Splash! Vedete la Apă și prezentator TV al show-urilor Te cunosc de undeva și Familiada difuzate de Antena 1, actualul prezentator al emisiunii “Batem palma” difuzat de ProTV.  A fost nominalizat la premiile Gopo 2009 pentru rolul Emil din filmul Schimb valutar.

## Filmografie
- Terminus Paradis (1998)
- Zăpada mieilor (1998)
- Tache (2008)
- Schimb valutar (2008) - Emil
- În familie (serial Prima TV)
- 6 gloanțe (2012)
- Ursul
- Polițist, adjectiv - Costi
- Om sărac, om bogat (serial TV, 2006)
- La Bloc - Bobby Tănase
- București-Wien 8:15
- Pup-o, mă! (2018)
- Zăpadă, Ceai și Dragoste (2020)

## Dublaj
- Kid vs Kat - Burt Burtonburger
- Ciudățeni - Gideon
- Ralph Strică Tot și Ralph Rupe Netu’- Felix Repară Tot- [7]